# Dolné Orešany
Dolné Orešany és un poble i municipi d'Eslovàquia que es troba a la regió de Trnava, a l'oest del país.

## Història
La primera menció escrita de la vila es remunta al 1235.

## Demografia
| Godina             | 1994 | 2004   | 2014   | 2024    |
| ------------------ | ---- | ------ | ------ | ------- |
| Nombre de persones | 1178 | 1196   | 1275   | 1430    |
| Diferència         |      | +1,52% | +6,60% | +12,15% |

| Godina             | 2023 | 2024   |
| ------------------ | ---- | ------ |
| Nombre de persones | 1429 | 1430   |
| Diferència         |      | +0,06% |